# Orwell (Nueva York)
Orwell es un pueblo ubicado en el condado de Oswego en el estado estadounidense de Nueva York. En el año 2000 tenía una población de 1,254 habitantes y una densidad poblacional de 12 personas por km².

## Geografía
Orwell se encuentra ubicado en las coordenadas 43°33′30″N 75°57′3″O / 43.55833, -75.95083.

## Demografía
Según la Oficina del Censo en 2000 los ingresos medios por hogar en la localidad eran de $35,000 y los ingresos medios por familia eran $37,500. Los hombres tenían unos ingresos medios de $34,000 frente a los $21,500 para las mujeres. La renta per cápita para la localidad era de $15,256. Alrededor del 21.5% de la población estaban por debajo del umbral de pobreza.